# Мъсърлии
Мъсърлии е историческо село в Югоизточна България, в община Сливен. От 10 август 2006 година е слято със село Средорек. В 2006 в селото има само пет къщи и само един жител с постоянен адрес. Селото е разположено на надморска височина 501 метра, а географските му координати са 42° 53' северна ширина и 26° 11' източна дължина.